# Генріх-Вальтер Бронсарт фон Шеллендорфф
Генріх-Вальтер Вільгельм Ернст Вівігенс Конрад Бронсарт фон Шеллендорфф (нім. Heinrich-Walter Wilhelm Ernst Wiwigens Konrad Bronsart von Schellendorff; 21 вересня 1906, Нойштреліц, Німецька імперія — 22 вересня 1944, Шато-Сален, Франція) — німецький воєначальник, генерал-майор вермахту. Кавалер Лицарського хреста Залізного хреста з дубовим листям.

## Біографія
Представник знатного прусського роду спадкових військовиків. Син оберста Генштабу Прусської армії Генріха Діомеда Бронсарта фон Шеллендорффа (1873–1942) і його дружини Адольфіни, уродженої фон Боддін. 1 квітня 1924 року вступив в 6-й кінний полк. З 1 жовтня 1937 року — командир ескадрону свого полку, з 1 вересня 1939 року — кінного ескадрону 179-го розвідувального батальйону. Учасник Польської кампанії. З 11 листопада 1939 року — командир 36-го мотоциклетного батальйону 36-ї піхотної дивізії. Учасник Французької кампанії і Німецько-радянської війни. 10 грудня 1942 року переведений в резерв. З 1 лютого 1943 року — командир 13-го моторизованого полку 5-ї танкової дивізії. З 10 березня 1944 року — ад'ютант, з 10 травня 1944 року — 1-й ад'ютант штабу 8-ї армії. З 4 вересня 1944 року — командир 111-ї танкової бригади. Загинув у бою.

## Звання
- Фанен-юнкер (1 квітня 1924)
- Фанен-юнкер-єфрейтор (1 липня 1925)
- Фанен-юнкер-унтерофіцер (1 листопада 1925)
- Фенріх (1 вересня 1926)
- Оберфенріх (1 серпня 1927)
- Лейтенант (1 квітня 1928)
- Оберлейтенант (1 лютого 1932)
- Ротмістр (1 жовтня 1935)
- Майор (1 січня 1941)
- Оберстлейтенант (8 квітня 1942)
- Оберст (1 серпня 1943)
- Генерал-майор (1 вересня 1944; посмертно заднім числом)

## Нагороди
- Медаль «За вислугу років у Вермахті» 4-го і 3-го класу (12 років)
- Залізний хрест
  - 2-го класу (11 травня 1940)
  - 1-го класу (21 червня 1940)
- Нагрудний знак «За поранення» в чорному (15 травня 1940)
- Медаль «За Атлантичний вал» (11 липня 1940)
- Німецький хрест в золоті (24 травня 1942)
- Медаль «За зимову кампанію на Сході 1941/42» (18 липня 1942)
- Нагрудний знак «За участь у загальних штурмових атаках» в сріблі (26 жовтня 1942)
- Лицарський хрест Залізного хреста з дубовим листям
  - лицарський хрест (10 вересня 1943)
  - дубове листя (№394; 12 лютого 1944)